# Eduard Sochor

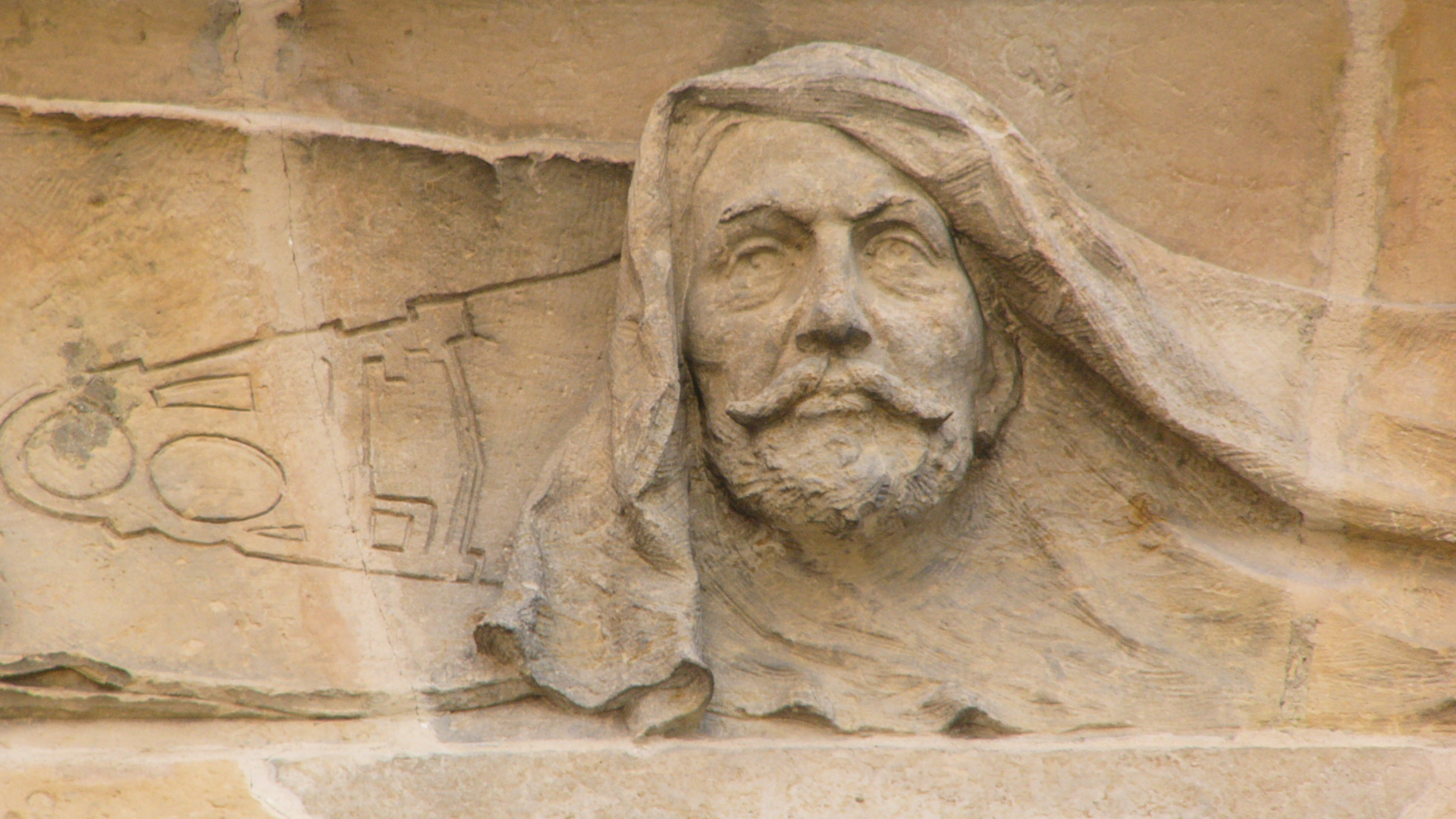
relief Eduarda Sochora na kaplicy św. Jana Sarkandra w Ołomuńcu

Eduard Sochor (ur. 23 września 1862, Vlčí u Chlumčan – zm. 6 czerwca 1947, Řevnice) – czeski inżynier architekt.
Studiował na Politechnice w Pradze. Studia kontynuował w Berlinie, a następnie na Akademii Sztuk Pięknych w Wiedniu, koncentrując się przede wszystkim na architekturze średniowiecznej. W 1889 wyjechał do Paryża, gdzie pracował jako konserwator. Poświęcił się głównie projektowaniu kościołów w stylach historycznych lub ich restaurowaniu. Do jego dzieł należą m.in. przebudowa kaplicy św. Jana Sarkandra w Ołomuńcu w stylu neobarokowym (1909-1912) i budowa późnosecesyjnego kościoła św. Anny na Žižkovie w Pradze (1911).